# Polkovnik Djakovo
Polkovnik Djakovo (Bulgaars: Полковник Дяково) is een dorp in Bulgarije. Het is gelegen in de gemeente Kroesjari, oblast Dobritsj. Op 31 december 2018 telde het dorp 237 inwoners. De bevolking is gemengd: Bulgaren vormen 53% van de bevolking en Bulgaarse Turken 47%.